# De Snipperij
De Snipperij – wieś w Holandii, w prowincji Groningen, w gminie Grootegast. 